# Mario & Sonic at the Olympic Games
Mario & Sonic at the Olympic Games (яп. マリオ&ソニック AT 北京オリンピック Марио андо Соникку атто Пэкин Оримпикку, «Марио и Соник на Пекинской Олимпиаде») — спортивная видеоигра, разработанная подразделением Sega Sports Japan и выпущенная Nintendo (в Японии) и Sega (в остальных регионах) в ноябре 2007 года (в России вышла в январе 2008 года) для Nintendo Wii и в январе и феврале 2008 года для Nintendo DS. Игра была официально лицензирована Международным олимпийским комитетом (МОК) и посвящена Летним Олимпийским играм 2008 года.

## Геймплей

Соник и Наклз участвуют в фехтовании.

В игре принимают участие персонажи серий Mario и Sonic the Hedgehog, соревнующиеся в спортивных состязаниях Пекинской олимпиады 2008 года. В игре для Wii активно используется контроллер Wii Remote для имитирования игроком действий, исполняемых в реальных видах спорта, например, размахиванием веслом в гребле. В версии игры для Nintendo DS игрок управляет персонажами с помощью стилуса и кнопок.
Все правила игры в Mario & Sonic at the Olympic Games соответствуют требованиям Международного олимпийского комитета.
Обе версии имеют 3 режима: «Цикл» (англ. Circuit), «Одиночный матч» (англ. Single Match) и «Миссия» (англ. Mission). В первом режиме надо соревноваться за самые высокие баллы в заранее определённый или созданных игроком матчах. «Одиночный матч» представляет так называемую «быструю игру», то есть игрок выбирает своего персонажа и мини-игру. Режим «Миссия» представляет также определённый набор мини-игр, однако игроку предоставляется команда из 6 персонажей с разными характеристиками, тем самым игра становится более сложной.
Кроме основных режимов, Mario & Sonic at the Olympic Games доступен режим «Галерея» (англ. Gallery), в которой можно найти факты об Олимпиадах, видах спорта и спортсменах, а также музыку.
В обеих версиях имеется поддержка мультиплеера, а игра для DS доступна игра по сети Nintendo Wi-Fi Connection.

### Персонажи игры
Всего в игре доступно 16 игровых персонажей, то есть по 8 персонажей с каждой стороны. Все персонажи обладают разными характеристиками и делятся на четыре типа: сила (англ. power), многоборье (англ. all-around), скорость (англ. speed) и мастерство (англ. skill). В версии игры для Wii также можно играть за своих собственных персонажей Mii.
| Вселенная Соника - Ёж Соник - Майлз «Тейлз» Прауэр - Эми Роуз - Ехидна Наклз - Ёж Шэдоу - Доктор Эггман - Кошка Блейз - Крокодил Вектор | Вселенная Марио - Марио - Луиджи - Дейзи - Пич - Варио - Валуиджи - Йоши - Боузер |

### Виды спорта, представленные в игре
| Вид спорта           | Версия для Wii | Версия для Nintendo DS |
| -------------------- | --- | --- |
| Водные виды спорта   | - Плавание вольным стилем на 100 метров - Плавание вольным стилем в эстафете 4×100 метров | - Плавание вольным стилем на 100 метров - Прыжки в воду                                                                                    |
| Стрельба из лука     | - Стрельба из лука | - Стрельба из лука |
| Лёгкая атлетика      | - Бег на 100 метров - Бег на 400 метров - Эстафета 4×100 метров - Бег на 110 метров с барьерами - Бег на 400 метров с барьерами - Прыжок в длину - Тройной прыжок - Прыжок в высоту - Прыжок с шестом - Метание копья - Метание молота | - Бег на 100 метров - Бег на 400 метров - Бег на 400 метров с барьерами - Прыжок в длину - Тройной прыжок - Метание копья - Метание молота |
| Фехтование           | - Фехтование на шпагах | - Фехтование на шпагах |
| Гимнастика           | - Прыжки на батуте - Опорный прыжок | - Прыжки на батуте - Опорный прыжок |
| Академическая гребля | - Одиночная гребля | — |
| Стрелковый спорт     | - Стендовая стрельба | - Стендовая стрельба |
| Настольный теннис    | - Одиночная игра | - Одиночная игра |
| Велосипедный спорт   | — | - Гонка преследования |
| Dream Events         | - Гонка - Прыжки с трамплина - Фехтование - Настольный теннис | - Гонка - Фехтование - Настольный теннис - Баскетбол - Гребля на каноэ - Бокс - Стрелковый спорт - Прыжок в длину                          |

## Разработка игры
Mario & Sonic at the Olympic Games является второй игрой, после F-Zero GX 2003 года, в которой сотрудничали вместе Sega и Nintendo. Идея об игре-кроссовере с Соником и Марио появилась ещё в 2005 году, и обсуждалась между двумя компаниями, однако тогда они не приняли окончательного решения. Окончательно разработка Mario & Sonic at the Olympic Games началась после того, когда Sega в 2006 году получила лицензию на выпуск игры про Пекинскую олимпиаду. Новой игрой про Марио и Соника Sega хотела проявить у молодых детей спортивный дух. Обе компании считали, что спортивный конкурс, основанный на Олимпиаде между двумя сериями, является идеальным выбором.
Mario & Sonic at the Olympic Games была официально анонсирована в совместном пресс-релизе Sega и Nintendo, 28 марта 2007 года, на выставке E3 2007. Несмотря на сотрудничество между двумя компаниями, игра была разработана подразделением Sega Sega Sports, под руководством Сигэру Миямото. Игра является официально лицензированной Международным олимпийским комитетом. Президент европейского филиала Sega заявил, что они изначально планировали включить ряд различных спортивных мероприятий, например дзюдо, которые в полной мере могли олицетворять Олимпийские игры. Тем не менее, дзюдо не вошло в финальную версию и появилось только в третьей игре линейки Mario & Sonic at the London 2012 Olympic Games. Кроме того из игры, были вырезаны такие персонажи, как Донки Конг, Бирдо, ёж Сильвер и ястреб Джет.

## Отзывы
| Сводный рейтинг       | Сводный рейтинг | Сводный рейтинг |
| Издание               | Оценка          | Оценка          |
| Издание               | DS              | Wii             |
| --------------------- | --------------- | --------------- |
| GameRankings          | 69,06 %         | 68,01 %         |
| Game Ratio            | 69 %            | 66 %            |
| Metacritic            | 70/100          | 67/100          |
| MobyRank              | 67/100          | 67/100          |
| Иноязычные издания    |                 |                 |
| Издание               | Оценка          | Оценка          |
| Издание               | DS              | Wii             |
| 1UP.com               | C+              | C+              |
| AllGame               | [ 23 ]          | [ 24 ]          |
| Edge                  | N/A             | 6/10            |
| EGM                   | N/A             | 6,33/10         |
| Eurogamer             | 5/10            | N/A             |
| Game Informer         | N/A             | 4/10            |
| GamePro               | [ 27 ]          | [ 28 ]          |
| GameSpot              | 6,0/10          | 6,0/10          |
| GameSpy               | [ 31 ]          | [ 32 ]          |
| GamesRadar+           | 7/10            | 8/10            |
| GameTrailers          | N/A             | 6,8/10          |
| GameZone              | N/A             | 7,5/10          |
| IGN                   | 7,8/10          | 7,9/10          |
| Nintendo Power        | 7,5/10          | 7,5/10          |
| Nintendo World Report | 6/10            | N/A             |
| ONM                   | 90 %            | 90 %            |
| VideoGamer            | 7/10            | 8/10            |
| NGamer Magazine       | 6,8/10          | 8,0/10          |
| GameStats             | 7,5/10          | 7,2/10          |
| Русскоязычные издания |                 |                 |
| Издание               | Оценка          | Оценка          |
| Издание               | DS              | Wii             |
| «Страна игр»          | 7,5/10          | 7,0/10          |

В 2007 году на игровой выставке Games Convention в Лейпциге видеоигре было присвоено звание «Лучшая игра года на Wii». Однако, несмотря на награду, обе версии Mario & Sonic at the Olympic Games получили от критиков разные оценки. GamePro в своём обзоре назвали игру «маркетинговым инструментом» для популяризации Пекинской олимпиады, подвергнув критике геймплей и сложные правила. Однако сайт хвалил мультиплеер, графику и анимацию. Критик из GameSpot Аарон Томас понизил Wii-версии игры из-за управления, назвав его «неинтересной, а иногда и разочаровающей». С этим заявлением согласился и журнал Electronic Gaming Monthly, который также поставил игре среднюю оценку. IGN в своём обзоре заявил, что игре не хватает разнообразия, так как мини-игры идентичны друг другу, однако хвалил большое количество видов спорта. Журнал «Страна игр» назвал игру «занимательным сборником мини-игр», хваля графику, мультиплеер, возможность играть своим персонажем Mii и большое количество персонажей. Недостатками были названы «неудачное» и «неточное» управление, скучные и однообразные игры, и характеристика персонажей, которая по словам обозревателя, никак не влияет на ход игры.
Версия игры на Nintendo DS, по словам критиков, не отличается от Wii-версии Mario & Sonic at the Olympic Games, однако управление было оценено по-разному. Сайт 1UP.com заявил, что благодаря меньшим физическим усилиям, в DS-версию Mario & Sonic at the Olympic Games можно играть дольше. Однако сайты IGN и Eurogamer не были согласны с выводами 1UP.com, заявив, что играть в Mario & Sonic at the Olympic Games лучше с контроллером Wii Remote, так как на сенсорном экране DS теряется весь смысл игры. Журнал «Страна игр» похвалил управление на DS, так как оно «немного дружелюбнее, чем на Wii». Из плюсов данной версии он отметил мультиплеер, графику, режимы и количество персонажей, однако из-за однообразных игр, сложные забеги и большой износ консоли понизил оценку игру.

### Влияние
Несмотря на большинство средних оценков от критиков, игра стала «бестселлером» по продажам, став самой продаваемой игрой на обеих версиях. По всему миру было продано свыше 13 миллионов копий игры (7,83 миллионов для Wii и 4,97 миллионов для DS). В 2010 году игра была занесена в Книгу рекордов Гиннесса как самая продаваемая игра-кроссовер и как самая продаваемая спортивная игра.
Благодаря высокой популярности игры, в 2009 году был выпущен сиквел, основанный на зимней олимпиаде в Ванкувере. Она также была доступна на Wii, DS и планшетах от Apple (как Sonic at the Olympic Winter Games, без участия персонажей из серии игр про Марио). Третья часть линейки — Mario & Sonic at the London 2012 Olympic Games была выпущена в 2011 году на Wii и в 2012 году на новую консоль Nintendo 3DS. Игра основана на Лондонской олимпиаде 2012 года.